# Léna Vaillier-François
Lena Vaillier-François, née le 3 février 2001, est une triathlète française championne de France sur longue distance en 2022.

## Biographie
Léna Vaillier-François est perçue par la presse locale en 2020,comme faisant partie des meilleures juniors du triathlon français, elle envisage de s'engager progressivement dans des triathlons longues distances. Pour son premier titre national, elle remporte à 20 ans les championnats de France de triathlon longue distance 2022.

## Palmarès
Le tableau présente les résultats les plus significatifs (podium) obtenus sur le circuit national et international de triathlon depuis 2022.
| Année | Compétition                            | Pays   | Position           | Temps           |
| ----- | -------------------------------------- | ------ | ------------------ | --------------- |
| 2023  | Championnats de France longue distance | France | Médaille de bronze | 4 h 36 min 28 s |
| 2022  | Championnats de France longue distance | France | Médaille d'or      | 4 h 43 min 46 s |